# Lights (chanteuse)
Pour les articles homonymes, voir Lights.
Lights Poxleitner, de son vrai nom Valerie Anne Poxleitner, née le 11 avril 1987, est une auteure-compositrice-interprète canadienne.
Elle est connue pour avoir composé et interprété les chansons : Drive My Soul, Ice, Saviour, et February Air. 

## Biographie
Lights Poxleitner est née à Timmins en Ontario. Elle a des origines allemandes, autrichiennes, anglaises et même françaises[réf. nécessaire]. Elle a été élevée par des parents missionnaires et a passé une grande partie de son enfance à voyager dans le monde.
Dès son plus jeune âge, elle se fait surnommer Lights, de son nom de famille Poxleitner, mais ce n'est que plus tard qu'elle décidera de prendre légalement ce nom.
En septembre 2011, elle se fiance à Beau Bokan, chanteur du groupe Blessthefall. Ils se marient le 12 mai 2012 .
Le 4 novembre 2013, le couple annonce qu'ils attendent leur premier enfant. Le 15 février 2014, naît leur fille Rocket Wild Bokan.

## Carrière
Elle a gagné un Juno dans la catégorie « meilleur nouvel artiste » en 2009. Lights réalise souvent des versions acoustiques de ses musiques. 
Elle a participé à la réalisation du 3e album studio du groupe de metalcore Bring Me the Horizon, intitulé There Is a Hell, Believe Me I've Seen It. There Is a Heaven, Let's Keep It a Secret. et sorti en octobre 2010. Elle y fait une apparition vocale sur les chansons Crucify Me et Don't Go.
Elle a entamé depuis octobre 2011 une série de concerts en Amérique du Nord à la suite de la sortie de son album Siberia. 
Elle fait une apparition sur le troisième album de Owl City, All Things Bright and Beautiful sorti en 2011, sur la chanson Yacht Club.
À la fin de septembre 2014, elle sort son quatrième album, Little Machines, qui sera suivi d'une tournée Américaine/Européenne. 
Le 8 avril 2016, elle sort un album acoustique, Midnight Machines. 
En 2017, elle sort son album Skin & Earth en combinaison avec une bande dessinée du même titre. 
Comme à son habitude, elle sort en 2019 une version acoustique de Skin & Earth. Le 18 Juillet 2021, elle sort une musique en collaboration avec deadmau5, When The Summer Dies. Elle sort en 2022 un nouvel intitulé Pep, suivi en 2023 par l'album Ded.

## Récompenses
- 2009 - Juno dans la catégorie « meilleur nouvel artiste »
- 2012 - Juno dans la catégorie « L'album Pop de l'année » avec Sibéria
- 2015 - Juno dans la catégorie « L'album Pop de l'année » avec Little Machines